# Qatar-5b
Qatar-5b أو قطر-5بي هو مشتري حار الذي يدور حول نجم قطر -5. يدور كل 1.87 أيام. تم اكتشافه في عام 2016 من قِبل قطر كوكب خارج المجموعة الشمسية.